# Merkergen
Een merkergen of genetische merker wordt in de moleculaire biologie en de plantenveredeling gebruikt voor het vaststellen of een gen met succes is ingebracht, door natuurlijke kruising of door genetische modificatie.
Er zijn twee soorten merkers:
- selecterende merkers
- merkers voor merker gestuurde selectie.

## Selecterende merker
Selecterende merkers beschermen het organisme tegen een selecterende stof dat anders het organisme zou doden of de groei zou voorkomen. Hiermee is het mogelijk cellen op te sporen die na kruising het gewenste gen hebben gekregen.

Antibiotica worden het meeste hiervoor gebruikt.
 Bij bacteriën worden bijna alleen maar antibiotica gebruikt. 
De gebruikte antibiotica bij planten doden de chloroplasten. Bij planten worden echter steeds meer zouten en groeiremmende hormonen gebruikt.

Bij zoogdieren wordt resistentie tegen antibiotica, die anders de mitochondria doden, als selecterende stof gebruikt.

## Merkergestuurde selectie
Bij DNA-analyse wordt gebruikgemaakt van merkergenen die nauw gekoppeld zijn aan het gewenste gen. Doordat de plaats van het bandje van het merkergen bekend is, weet men bij aanwezigheid van het merkergen meteen dat het gewenste gen ook aanwezig moet zijn.
Een andere methode is cellen zodanig te merken dat ze er verschillend uitzien. Er worden momenteel  gewoonlijk drie typen merkers bij deze methode gebruikt.
- Een groen fluorescerend (oplichtend) eiwit dat onder UV-licht groen kleurt. Geel en roodkleurende eiwitten zijn ook in gebruik, waardoor tegelijk naar meerdere genen gezocht kan worden. Deze methode wordt vaak gebruikt voor het meten van de genexpressie.
- GUS (β-glucuronidase) kleurt de te vinden cel blauw en is een uitstekende methode voor het vinden van een enkele cel. Het nadeel bij deze methode is dat de cel door de kleuring dood gaat.
- Bij bacteriën wordt veel gebruikgemaakt van het lacZ-gen, dat in speciale voedingsmedia de cel blauw kleurt. Bacteriekolonies met veranderde genen kunnen zo met het blote oog opgespoord worden.